# 大嶋神社奥津嶋神社

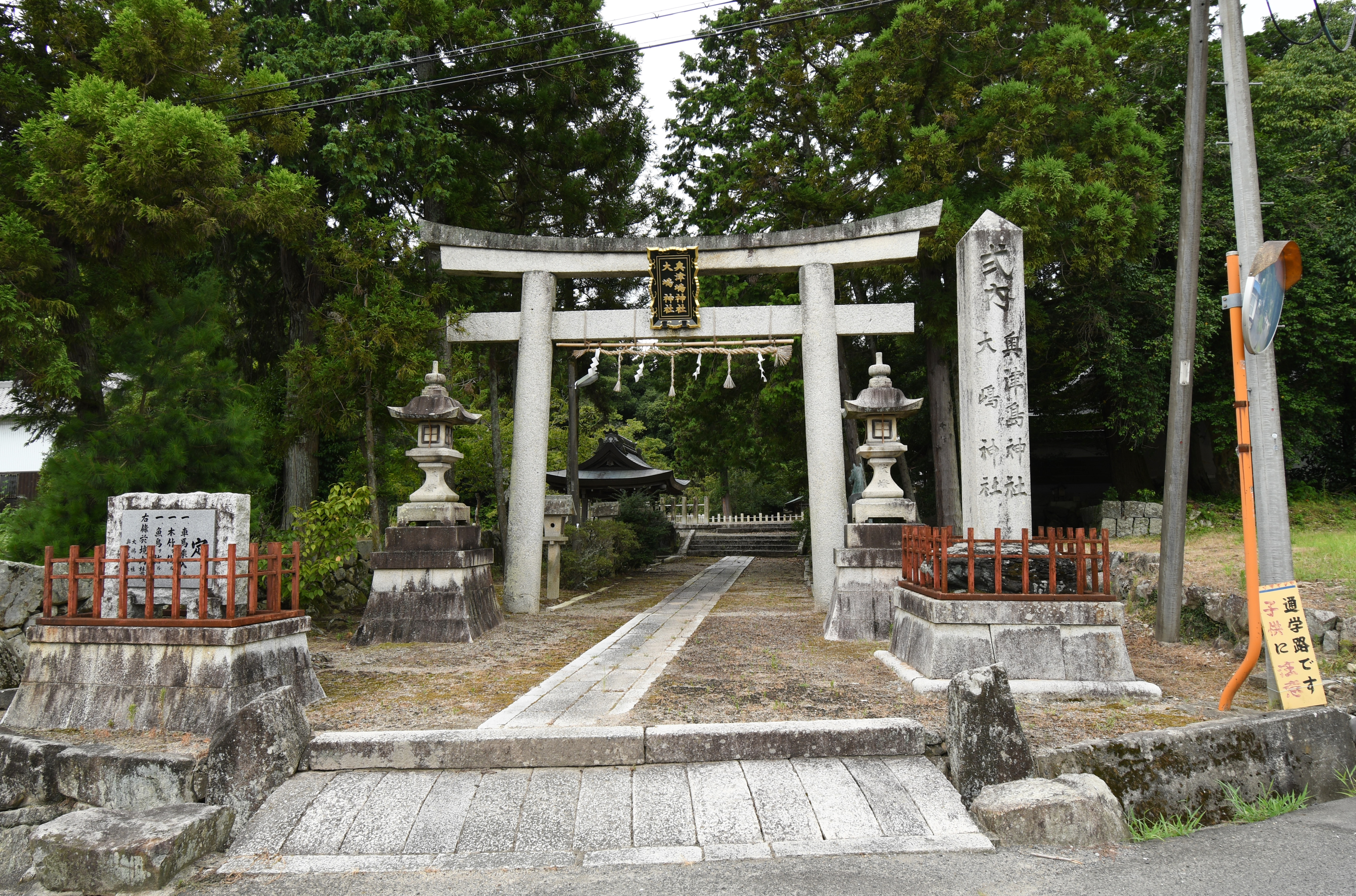
鳥居

大嶋神社奥津嶋神社（おおしまじんじゃおくつしまじんじゃ/おきつしまじんじゃ、大嶋奥津嶋神社）は、滋賀県近江八幡市北津田町にある神社。大嶋神社と奥津嶋神社から成り、ともに式内社である。旧社格は県社。

## 祭神
- 大国主神（大嶋神社）
- 奥津島比売命（奥津嶋神社）

## 神紋
亀甲花菱

## 歴史
社伝によると、成務天皇の治世に武内宿禰により勧請されたとされる。大嶋神社と奥津嶋神社は元は別の場所に鎮座していたが、延文6年（1361年）以前に同地に鎮座された。大嶋神社は式内小社、奥津嶋神社は名神大社論社である。『三代実録』によると、貞観元年（859年）、従五位上の神階を賜ったとの記述がある。
大正3年（1914年）に県社に列格した。

## 摂末社
- 境内社
  - 日觸神社
  - 日吉神社
  - 四宮神社
  - 喜佐伊神社
  - 行司神社
  - 白山神社
  - 綾神社
- 境外社
  - 池鯉鮒神社
  - 若神子神社
  - 雨神社
  - 若宮神社
  - 百々神社

## 祭事
- 松明祭 - 4月17日に行われる。
- 例祭 - 4月18日に行われる。

## 文化財

### 重要文化財（国指定）
- 木造大国主尊坐像（彫刻） - 平安時代の作。1909年（明治42年）9月2日指定[1]。
- 菊花螺鈿鞍、黒漆鞍、黒漆鐙（工芸品） - 平安時代末から鎌倉時代の作。1981年（昭和56年）6月9日指定[2]。
- 大島、奥津島神社文書（222通）1巻、32冊、3枚（書跡） - 鎌倉時代から江戸時代の文書。1987年（昭和62年）6月6日指定[3]。